# Bowdenella
Bowdenella is een geslacht van wantsen uit de familie van de Miridae (Blindwantsen). Het geslacht werd voor het eerst wetenschappelijk beschreven door Odhiambo in 1961.

## Soorten
Het genus bevat de volgende soorten:

- Bowdenella brevicollis Odhiambo, 1961
- Bowdenella gloriosa Linnavuori, 1974
- Bowdenella hirtula Linnavuori, 1974
- Bowdenella nigriceps Odhiambo, 1961